# Jeu vidéo d'équitation
Un jeu vidéo d'équitation est un type de jeu vidéo qui s'inspire de l'équitation et de l'univers équestre. Il peut s'agir d'un jeu d'action où l'on contrôle des chevaux lors de compétitions équestres comme des courses hippiques ou du saut d'obstacles, d'un jeu de gestion où l'on dirige des écuries de chevaux, ou encore d'un jeu d'élevage où l'on s'occupe de son cheval en le nourrissant, le nettoyant, jouant avec lui, etc.

## Popularité
Les jeux vidéo d'équitation ont connu un succès croissant auprès des jeunes filles de 6 à 14 ans depuis les années 2000. Elles sont le principal public visé par ces jeux.
Ce type de jeu est également l'un des plus appréciés par les japonais, notamment les adultes passionnés de courses et de paris sportifs[réf. nécessaire]. Un grand nombre de jeux y sont d'ailleurs développés.

## Jeux et principales séries
Alexandra Ledermann est l'une des séries de jeu vidéo d'équitation les plus importantes, notamment en Europe, avec huit titres et plus de 600 000 jeux vendus.
Au Japon, les séries Derby Owners Club, Derby Stallion, Winning Post et Gallop Racer ont un large succès.
Star Stable Online est l'un des jeux vidéos d'équitation les plus importants, surtout en Europe, regroupant plus de 15 millions de joueurs dans le monde entier avec plus de 600 000 joueurs régulier.